# Concesión rumana de Sarandë
La Concesión rumana de Sarandë fue un territorio dentro de la ciudad albanesa de Sarandë administrado por Rumanía entre el 13 de agosto de 1934 y el 7 de abril de 1939.
El territorio, situado en la costa del mar Adriático, fue concedido por el rey Zog I de Albania al historiador y político rumano Nicolae Iorga, en reconocimiento a toda la actividad científica de este último en torno a la historia de Albania.

## Historia
En abril de 1932, el rey Zog I de Albania donó una parcela de tierra de 746 metros cuadrados en la costa del Adriático al historiador y político rumano Nicolae Iorga, en reconocimiento a toda la actividad académica de este último sobre la historia de Albania.  Bajo el patrocinio de Iorga, el 13 de julio de 1934 se creó una misión científica rumana en Albania para realizar "investigaciones filológicas, etnográficas, arqueológicas e históricas". En consecuencia, el 13 de agosto de 1934, Iorga donó la mitad de este terreno en Sarandë al Estado rumano(concediendo así a Rumanía un territorio de ultramar y costa en el mar Adriático) para que sirviera como sede de la misión. Como la parcela se consideró demasiado pequeña para el edificio proyectado, se hicieron nuevas solicitudes a la Familia Real Albanesa y a la Cruz Roja Albanesa para obtener más donaciones.
Finalmente, el 21 de septiembre de 1937, otros 680 m² fueron donados personalmente a Nicolae Iorga.
Los cimientos del edificio de la Misión fueron colocados en una ceremonia el 9 de noviembre de 1936; sin embargo, los trabajos de construcción reales no comenzaron hasta julio de 1937, según los planos del arquitecto rumano Petre Antonescu. Debido a la falta de fondos, el segundo piso proyectado nunca se construyó y la longitud del su fachada quedó reducida a dos tercios de lo que estaba planeada. El instituto funcionó de 1937 a 1940 y de 1942 a 1944.
El Instituto Rumano en Albania , formalmente Instituto Rumano de Investigaciones y Estudios Arqueológicos , era una organización científica en la ciudad albanesa de Sarandë, subordinada al rumano Ministerio de Educación entre el 25 de julio de 1938 y el 1 de noviembre de 1940. El instituto estaba destinado a coordinar las excavaciones arqueológicas realizadas por equipos rumanos de acuerdo con el estado albanés.
El instituto se creó formalmente el 25 de julio de 1938, sin embargo, su construcción no se finalizó hasta la primavera de 1939. La invasión italiana de Albania en abril de 1939 impidió que el instituto funcionara en el nuevo edificio. En consecuencia, el secretario Dumitru Berciu tuvo que confiar el edificio y la parcela al municipio de Sarandë. El propio Instituto se disolvió formalmente el 1 de noviembre de 1940.
La concesión fue adquirida por Rumanía mediante "poder blando" y, por lo tanto, nunca se desplegaron elementos de las Fuerzas Armadas rumanas en la zona. El territorio fue finalmente conquistado por Italia, junto con toda Albania, en abril de 1939.

## Después de la disolución
Después de que fracasaran los intentos italianos de comprar el edificio en noviembre de 1940, el edificio fue confiscado y convertido en un hospital militar,  Gracias a los esfuerzos de Berciu, el instituto se restableció formalmente el 13 de mayo de 1943, sin que se llevara a cabo ninguna actividad real en Albania, que pronto quedará bajo ocupación alemana. Berciu continuó realizando tareas administrativas relacionadas con el Instituto al menos hasta febrero de 1944 y en 1945 publicó una conferencia sobre el Paleolítico y el Mesolítico en los Balcanes utilizando el título del instituto en la portada. El edificio fue confiscado por el Estado albanés en los años posteriores a la Segunda Guerra Mundial.  
Las autoridades rumanas han subrayado a lo largo del tiempo la importancia de completar rápidamente el proceso de retrocesión de la Casa Iorga en Sarandë, propiedad del Estado rumano, nacionalizada tras la instauración del régimen comunista en Albania y vendida por las autoridades albanesas a una empresa privada. 
En 1991 pasó a ser propiedad privada tras la caída del régimen totalitario.
El Ministerio de Asuntos Exteriores rumano presentó una reclamación formal en la década de 2010.
En noviembre de 2016, el Instituto Cultural Rumano inauguró en Sarandë un busto de Nicolae Iorga, obra de los escultores de origen rumano Zisa Musha y Mario Musha, de Fier, Albania.